# 宁河街道
宁河街道，是中华人民共和国重庆市巫溪县下辖的一个乡镇级行政单位。

## 行政区划
宁河街道下辖以下地区：
九磷社区、人民社区、广场社区、环城社区、先锋社区、白鹅社区和环保社区。